# Biscutella hozensis
Biscutella hozensis är en korsblommig växtart som beskrevs av G. Mateo och Manuel Benito Crespo. Biscutella hozensis ingår i släktet Biscutella och familjen korsblommiga växter. Inga underarter finns listade i Catalogue of Life.